# Olympische Winterspiele 1972/Teilnehmer (Vereinigte Staaten)
| Gelbes Symbol für Goldmedaillen mit stilisierten Olympischen Ringen | Graues Symbol für Silbermedaillen mit stilisierten Olympischen Ringen | Braundes Symbol für Bronzemedaillen mit stilisierten Olympischen Ringen |
| ------------------------------------------------------------------- | --------------------------------------------------------------------- | ----------------------------------------------------------------------- |
| 3                                                                   | 2                                                                     | 3                                                                       |

Die Vereinigten Staaten nahmen an den Olympischen Winterspielen 1972 im japanischen Sapporo mit einer Delegation von 103 Athleten, 77 Männer und 26 Frauen, teil.
Seit 1924 war es die elfte Teilnahme der Vereinigten Staaten an Olympischen Winterspielen.

## Flaggenträger
Die Eisschnellläuferin Dianne Holum trug die Flagge der Vereinigten Staaten während der Eröffnungsfeier im Makomanai-Stadion.

## Medaillen
Mit drei gewonnenen Gold-, zwei Silber- und drei Bronzemedaillen belegte das US-amerikanische Team Platz 5 im Medaillenspiegel.

### Gold
- Barbara Cochran: Ski Alpin, Frauen, Slalom
- Anne Henning: Eisschnelllauf, Frauen, 500 m
- Dianne Holum: Eisschnelllauf, Frauen, 1500 m

### Silber
- Kevin Ahearn, Mark Howe, Ronald Naslund, Henry Boucha, Jeffrey Hymanson, Wally Olds, Charles Brown, Stuart Irving, Frank Sanders, Keith Christiansen,
Jim McElmury, Craig Sarner, Mike Curran, Dick McGlynn, Peter Sears, Robbie Ftorek, Tom Mellor und Timothy Sheehy: Eishockeyteam, Männer
- Dianne Holum: Eisschnelllauf, Frauen, 3000 m

### Bronze
- Susan Corrock: Ski Alpin, Frauen, Abfahrt
- Janet Lynn: Eiskunstlauf, Frauen
- Anne Henning: Eisschnelllauf, Frauen, 1000 m

## Teilnehmer nach Sportarten

### Ski Alpin
| Damen: - Barbara Cochran Riesenslalom: 11. Platz – 1:33,16 min Slalom: – 1:31,24 min - Susan Corrock Abfahrt: – 1:37,68 min Slalom: 1:35,76 min - Patty Boydstun Slalom: 8. Platz – 1:35,59 min - Karen Budge Abfahrt: 14. Platz – 1:40,68 min Riesenslalom: 23. Platz – 1:35,57 min - Marilyn Cochran Abfahrt: 28. Platz – 1:41,96 min Riesenslalom: 20. Platz – 1:35,27 min Slalom: DSQ - Sandy Poulsen Abfahrt: 21. Platz – 1:41,25 min Riesenslalom: DSQ | Herren: - Rick Chaffee Riesenslalom: 30. Platz – 3:24,32 min Slalom: DNF - Bob Cochran Abfahrt: 8. Platz – 1:53,39 min Riesenslalom: 17. Platz – 3:15,54 min Slalom: DSQ - David Currier Abfahrt: 17. Platz – 1:54,96 min Riesenslalom: DNF - Hank Kashiwa Abfahrt: 25. Platz – 1:55,60 min Riesenslalom: 21. Platz – 3:18,13 min - Mike Lafferty Abfahrt: 25. Platz – 1:54,38 min - Terry Palmer Slalom: 16. Platz – 1:54,28 min - Tyler Palmer Slalom: 9. Platz – 1:52,05 min |

### Biathlon
Herren:
- Jay Bowerman
Einzel (20 km): 45. Platz – 1:29:13,71 h; 7 Fehler
Staffel (4 × 7,5 km): 6. Platz – 1:57:24,32 h; 1 Fehler
- Dennis Donahue
Einzel (20 km): 24. Platz – 1:23:20,39 h; 4 Fehler
Staffel (4 × 7,5 km): 6. Platz – 1:57:24,32 h; 1 Fehler
- Peter Karns
Einzel (20 km): 14. Platz – 1:20:59,67 h; 2 Fehler
Staffel (4 × 7,5 km): 6. Platz – 1:57:24,32 h; 1 Fehler
- Terry Morse
Einzel (20 km): 41. Platz – 1:28:40,14 h; 7 Fehler
Staffel (4 × 7,5 km): 6. Platz – 1:57:24,32 h; 1 Fehler

### Bob
| Zweierbob: - Paul Lamey / Howard Siler (USA I) 16. Platz – 5:06,62 min - Thomas Becker / Boris Said (USA II) 19. Platz – 5:08,94 min | Viererbob: - Thomas Becker / Jim Bridges / Jim Hickey / Howard Siler (USA I) DSQ - James Copley / Phil Duprey / Ken Morris / Bob Said (USA II) 14. Platz – 4:48,43 min |

### Eishockey
Herren: 
| - Kevin Ahearn - Henry Boucha - Charles Brown - Keith Christiansen - Mike Curran - Robbie Ftorek - Mark Howe - Stu Irving - Jim McElmury | - Dick McGlynn - Tom Mellor - Ron Naslund - Wally Olds - Frank Sanders - Craig Sarner - Pete Sears - Tim Sheehy |

### Eiskunstlauf
| Damen: - Janet Lynn - Julie Lynn Holmes 4. Platz - Suna Murray 12. Platz | Herren: - Gordie McKellen 11. Platz - John Misha Petkevich 5. Platz - Kenneth Shelley 4. Platz | Paare: - JoJo Starbuck / Kenneth Shelley (USA I) Paarlauf: 4. Platz - Melissa Militano / Mark Militano (USA II) Paarlauf: 7. Platz - Barbara Brown / Doug Berndt (USA III) Paarlauf: 12. Platz |

### Eisschnelllauf
| Damen: - Dianne Holum 1000 m: 6. Platz – 1:32,41 min 1500 m: – 2:20,85 min 3000 m: – 4:58,67 min - Anne Henning 500 m: – 43,33 s 1000 m: – 1:31,62 min - Connie Carpenter-Phinney 1500 m: 7. Platz – 2:23,93 min - Kay Lunda 500 m: 7. Platz – 44,95 s - Jeanne Omelenchuk 3000 m: 22. Platz – 5:32,87 min - Leah Poulos-Mueller 1500 m: 24. Platz – 2:31,29 min 3000 m: 17. Platz – 5:17,38 min - Sheila Young 500 m: 4. Platz – 44,53 s 1000 m: 17. Platz – 1:34,97 min | Herren: - Neil Blatchford 500 m: 15. Platz – 40,67 s - Dan Carroll 1500 m: 7. Platz – 2:07,24 min 5000 m: 10. Platz – 7:44,72 min 10.000 m: 9. Platz – 15:44,41 min - Pete Eberling 500 m: 11. Platz – 40,58 s - Charles Gilmore 5000 m: 20. Platz – 8:03,04 min - Gary Jonland 1500 m: 14. Platz – 2:09,55 min - Clark King 1500 m: 30. Platz – 2:14,83 min 5000 m: 21. Platz – 8:07,20 min 10.000 m: 21. Platz – 16:39,82 min - Bill Lanigan 1500 m: 25. Platz – 2:12,31 min - Greg Lyman 500 m: 20. Platz – 41,30 s - John Wurster 500 m: DNF |

### Rodeln
| Damen: - Peggy Frair DNF - Kathleen Ann Roberts-Homstad 15. Platz – 3:05,98 min | Herren: - Ralph Havens 32. Platz – 3:38,32 min - James Murray 28. Platz – 3:37,93 min - Terry O’Brien 31. Platz – 3:38,24 min - Bob Rock 44. Platz – 3:59,04 min | Doppelsitzer: - Jack Elder / Frank Jones (USA I) 15. Platz – 1:32,59 min - Robert Berkley / Richard Cavanaugh (USA II) 17. Platz – 1:33,17 min |

### Ski Nordisch

#### Langlauf
| Damen: - Barbara Britch 5 km: 31. Platz – 18:18,37 min 3 × 5 km Staffel: 11. Platz – 53:38,60 min - Trina Hosmer 10 km: 41. Platz – 40:40,56 min - Margie Mahoney 5 km: 39. Platz – 19:15,13 min 10 km: 36. Platz – 39:27,95 min - Alison Owen-Spencer 5 km: 36. Platz – 18:54,76 min 10 km: 35. Platz – 38:50,05 min 3 × 5 km Staffel: 11. Platz – 53:38,60 min - Martha Rockwell 5 km: 18. Platz – 17:50,34 min 10 km: 16. Platz – 36:34,22 min 3 × 5 km Staffel: 11. Platz – 53:38,60 min | Herren: - Tim Caldwell 15 km: 54. Platz – 51:17,92 min 4 × 10 km Staffel: 12. Platz – 2:14:37,28 h - Everett Dunklee 15 km: 44. Platz – 49:52,20 min 50 km: 27. Platz – 2:56:42,49 h - Mike Elliott 30 km: 26. Platz – 1:43:15,03 h 4 × 10 km Staffel: 12. Platz – 2:14:37,28 h - Mike Gallagher 30 km: 30. Platz – 1:43:39,41 h 4 × 10 km Staffel: 12. Platz – 2:14:37,28 h - Bob Gray 30 km: 42. Platz – 1:46:38,31 h 50 km: 33. Platz – 3:01:15,37 h - Larry Martin 15 km: 58. Platz – 53:13,91 min 4 × 10 km Staffel: 12. Platz – 2:14:37,28 h - Clark Matis 30 km: 53. Platz – 1:52:18,52 h - Joe McNulty 50 km: DNF - Gene Morgan 50 km: 24. Platz – 2:54:01,52 h - Ronny Yeager 15 km: 55. Platz – 51:36,54 min |

#### Skispringen
- Scott Berry
Normalschanze: 52. Platz – 172,0 Punkte
Großschanze: 47. Platz – 151,7 Punkte
- Jerry Martin
Normalschanze: 34. Platz – 197,2 Punkte
Großschanze: 36. Platz – 163,1 Punkte
- Ron Steele
Normalschanze: 41. Platz – 192,3 Punkte
Großschanze: 25. Platz – 177,7 Punkte
- Greg Swor
Normalschanze: 50. Platz – 179,4 Punkte
Großschanze: 30. Platz – 172,8 Punkte

#### Nordische Kombination
- Mike Devecka
Einzel (Normalschanze / 15 km): 21. Platz
- Bob Kendall
Einzel (Normalschanze / 15 km): 39. Platz
- Jim Miller
Einzel (Normalschanze / 15 km): 34. Platz
- Teyck Weed
Einzel (Normalschanze / 15 km): 38. Platz